# エンツォ・クノル
エンツォ・クノル（Enzo Knol）ことエンツォ・エルケレンス（Enzo Erkelens）は、オランダ出身のYouTuber、声優。兄のミラン・クノルと並んで、オランダでは最も知名度のあるYouTuberである。

## 概要
ドレンテ州・ロルデに生まれる。兄のミランがYouTubeが始めたのを追うようにして、自身も2013年の誕生日の時にチャンネルを開設し動画投稿を始めた。1日に2本の動画を上げることがある。しかし当初は不幸に見舞われることもあり、自身が出演した映画でスタントに失敗して入院をした。しかしチャンネルを開設した翌年には登録者数が急激に増え40万人以上を達成したり、バラエティー番組に呼ばれたりもあった。

## 出演(声優)
※オランダ語吹き替え版 

### 映画
2015年
- アングリーバード - チャック[5]

2019年
- アングリーバード2 - チャック